# Trixoscelis similis
Trixoscelis similis är en tvåvingeart som beskrevs av Walter Leopold Victor Hackman 1970. Enligt Catalogue of Life ingår Trixoscelis similis i släktet Trixoscelis och familjen myllflugor, men enligt Dyntaxa är tillhörigheten istället släktet Trixoscelis och familjen Trixoscelididae. Arten är reproducerande i Sverige. Inga underarter finns listade i Catalogue of Life.